# Lijst van vlaggen van Slovenië
Dit is een lijst van vlaggen van Slovenië.

## Nationale vlag (perFIAV-codering)
|          | Civiele vlag | Staatsvlag | Oorlogsvlag |
| -------- | ------------ | ---------- | ----------- |
| Te land  | · ?          | · ?        | · ?         |
| Te water | · ?          | · ?        | · ?         |

## Vlaggen van bestuurders
| Vlag | Periode      | Functie                                               | Beschrijving |
| ---- | ------------ | ----------------------------------------------------- | ------------ |
|      | 1991 - heden | Vlag van de Sloveense president.                      |              |
|      | 1991 - heden | Vlag van de voorzitter van de Staatsassemblee.        |              |
|      | 1991 - heden | Vlag van de Sloveense eerste minister.                |              |
|      | 1991 - heden | Vlag van de Sloveense minister van Defensie.          |              |
|      | 1991 - heden | Vlag van het hoofd van de Generale Staf van Slovenië. |              |

## Vlaggen van politieke partijen
| Vlag | Periode     | Functie                                          | Beschrijving |
| ---- | ----------- | ------------------------------------------------ | ------------ |
|      | 1963 - 198? | ? Vlag van de Bond van Communisten van Slovenië. |              |

## Militaire vlaggen
De oorlogsvlag is reeds in de eerste tabel te vinden.
| Vlag | Periode      | Functie                         | Beschrijving                                                                                     |
| ---- | ------------ | ------------------------------- | ------------------------------------------------------------------------------------------------ |
|      | 1995 - 1996  | ? Geus van de Sloveense marine. | Een blauwe vlag (ratio 2:3) met het wapen van Slovenië erop.                                     |
|      | 1996 - heden | Geus van de Sloveense marine.   | Een wit-blauw-gele driekleur (ratio 1:2). De kleuren werden ontleend aan het wapen van Slovenië. |